# Эпоха Стурлунгов

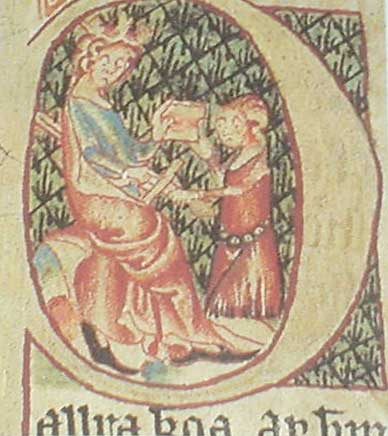
Исландский вождь присягает на верность королю Норвегии. Фрагмент манускрипта «Skarðsbók»

Эпохой Стурлунгов (исл. Sturlungaöld) называется период внутренней борьбы в Исландии в XIII в. (1220—1264 гг.). Этот период считается одним из самых кровавых и жестоких в истории этой страны. Однако число погибших было невелико. По данным Э. Ю. Свейссона, за 1208—1260 годы насильственной смертью умерли около 350 человек, при том, что на острове жило тогда около 70 тыс. человек.
На основе этих событий было создано произведение «Сага о Стурлунгах».
В этот период продолжались конфликты между могущественными кланами во главе с вождями (годар, исл. goðar). Название эпохи происходит от имени сильнейшего клана того времени — Стурлунгов. Эпоха завершилась тем, что народовластие перестало существовать, а Исландия стала подвластной Норвегии.
Большинство историков называют началом эпохи 1220 год, однако некоторые называют и более ранние даты, например, 1208 год, когда 9 сентября состоялась битва на Тальниковом Мысу (Víðines). Власть в стране сосредоточилась в руках нескольких кланов:
- Люди из Ястребиной Долины (исл. Haukdælir)
- Люди из Одди (исл. Oddaverjar)
- Асбирнинги (исл. Ásbirningar)
- Люди с Мыса Снежной Горы (исл. Vatnsfirðingar)
- Люди со Свиной Горы (исл. Svínfellingar)
- Стурлунги (исл. Sturlungar)

В это время король Норвегии Хакон IV пытался распространить своё влияние на Исландию. Многие исландские вожди стали его вассалами и были обязаны выполнять его приказы, в обмен на что получали подарки и статус. В конце концов, все исландские вожди так или иначе попали под влияние короля Норвегии.